# Краснопольский, Оттон
Оттон Краснопольский (бел. Атон Краснапольскі, пол. Otton Krasnopolski; 10 декабря 1877, Обидимо, Тульская губерния — 26 октября 1971, Гданьск) — архитектор, работавший в Минске, Вильнюсе и Гданьске. Теоретик архитектуры.

## Биография

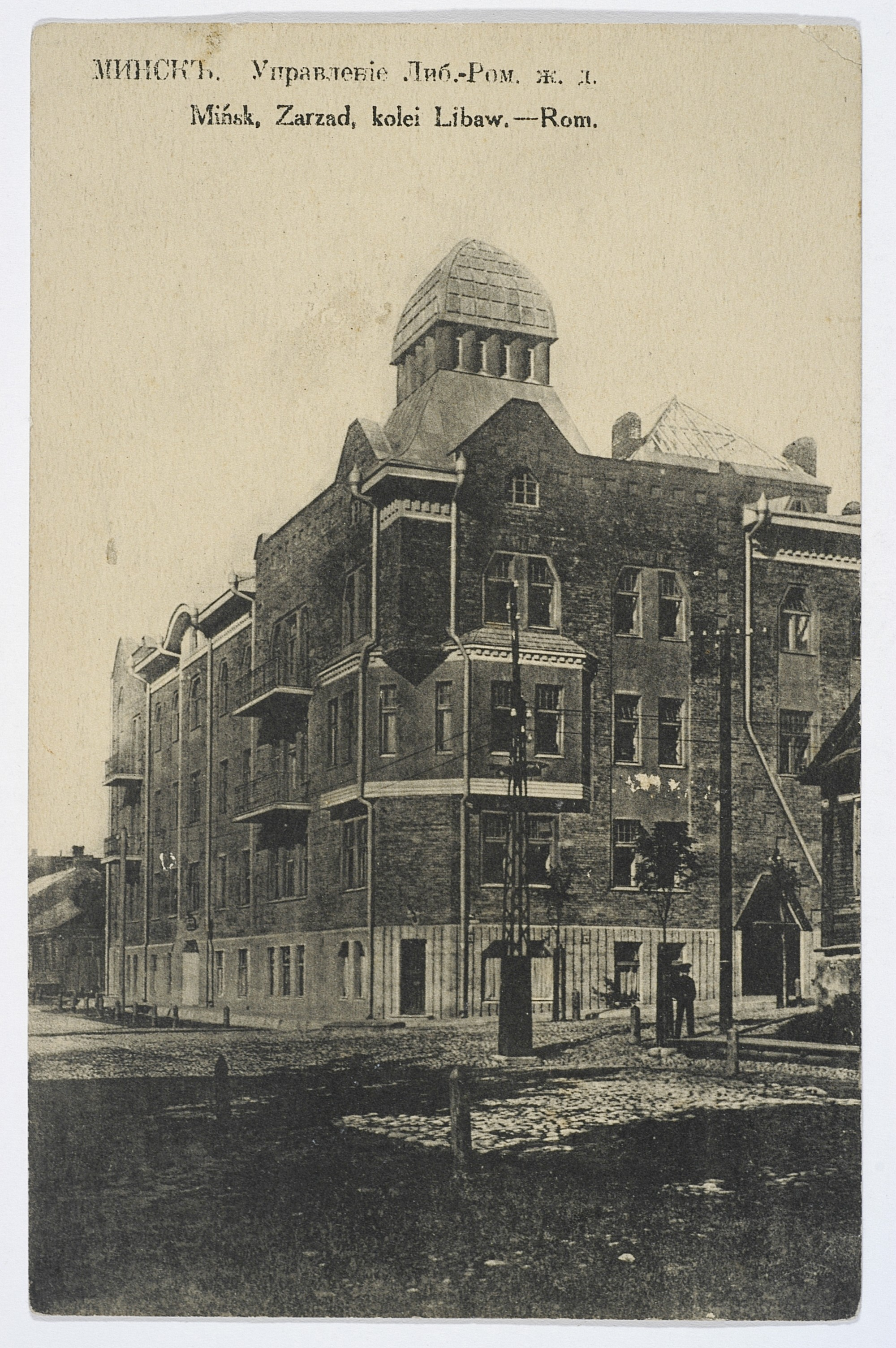
Дом Костровицкой в 1910 году

Родился в Тульском уезде, но ещё в детстве переехал вместе с родителями в Минск. После окончания гимназии пытался получить высшее архитектурное образование в Москве, в Высшей технической школе, но из-за участия в студенческих волнениях его дважды отчисляли.
В 1903 году поступил на архитектурное отделение Львовского политехнического института, где учился у художника Адольфа Шишко-Богуша, и в 1905 году сдал экзамен. В 1908 году поступил в Краковскую академию изящных искусств на отделение скульптуры. Затем обучается в парижской академии Жюлиана.
Спустя год Краснопольский вернулся в Минск, где открывает архитектурно-строительный офис со скульптурной мастерской. В том же 1910 году после сдачи экзамена получает специальность строителя в Институте гражданских инженеров в Санкт-Петербурге, дающую право на проведение строительно-монтажных работ.
В Минске и близлежащих населенных пунктах реализовал разнообразные по сложности проекты: двухэтажные арендные дома Яницкого на нынешней ул. Бобруйской, городская школа, виллы для Лапицкого на станции «Ратомка» и т. д. Позже Краснопольский принял участие в реставрации доминиканского костела.
В 1911 по его проекту был построен доходный дом для Ядвиги Костровицкой.
В том же году принял участие в нашумевшей художественной выставке «Wystawa sztuk pięknych w Mińsku» в Минске, в доме Ляховского на Соборной площади, в помещении польского клуба «Огниско».
В 1917 опубликовал свой главный труд — книгу «Абстрактивизм в искусстве новаторов (постимпрессионизм и неоромантизм)».
Относился с симпатией к левым и с воодушевлением воспринял Октябрьскую революцию 1917 года, даже создал в Минске деревянный памятник «Красноармеец» в стиле кубизма, который уничтожили в 1918 году во время немецкой оккупации.
С 1919 года жил в Вильно, где советские власти новообразованной Литовско-Белорусской Социалистической Советской Республики дают ему должность главного архитектора города. После перехода города под польскую власть становится заведующим кафедрой строительства отделения изящных искусств Университета Стефана Батория. Однако в 1928 году кафедра была упразднена и Краснопольский лишился должности, однако читал в университете отдельные курсы. Позже он инспектировал профессиональные школы, активно занимался архитектурой и реставрацией. Параллельно Краснопольский активно печатался и занимался теорией архитектуры. В 1934 полно вышла его книга «Системотология как новый метод научной, дидактической и организационной работы».
После войны О. Краснопольский вместе с женой и сыном переехали в Гданьск. Там он занимался восстановлением разрушенного войной города и работал над своей диссертацией «Ujednostajnienie nazw łączy drewnianych typu tradycyjnego jako wstęp do systematograficznej metody racjonalizatorstwa», которую защитил в возрасте 83 лет.
Умер в 1971 году в Гданьске.

## Семья
Жена Евгения (1903—1988), сын Яцек (1926—2007).